# Heiner Carow

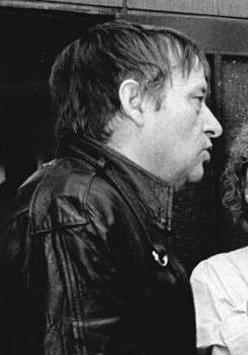
Heiner Carow, 1988

Heinrich „Heiner“ Carow (* 19. September 1929 in Rostock; † 31. Januar 1997 in Berlin) war ein deutscher Regisseur und Vizepräsident der Akademie der Künste der DDR sowie Mitglied der West-Berliner Akademie der Künste.

## Leben
Carow war ein Sohn des Kaufmanns Ernst Carow († 1945). Er machte gemeinsam mit dem späteren Schriftsteller Herbert Nachbar sein Abitur in Rostock und besuchte von 1950 bis 1952 die Regieklasse im DEFA-Nachwuchsstudio unter Slatan Dudow und Gerhard Klein. Sein erster Film als Regisseur entstand 1952 unter dem Titel Bauern erfüllen den Plan. Nach 1952 arbeitete Carow im DEFA-Studio für populärwissenschaftliche Filme. Dort verfasste er Drehbücher und drehte zehn Kurz-Dokumentarfilme, so z. B. Stadt an der Küste (1955). Seit 1957 war er Regisseur bei der DEFA. Im Jahr 1959 wurde er Mitglied der Gruppe „Berlin“ unter Leitung von Slatan Dudow. Er drehte zunächst Kinder- und Jugendfilme wie Sie nannten ihn Amigo (1959) nach einem Drehbuch von Wera und Claus Küchenmeister und die Benno-Pludra-Verfilmungen Sheriff Teddy (1957), Jeder hat seine Geschichte (1965) und Die Reise nach Sundevit (1966). Sein 1968 gedrehtes Projekt Die Russen kommen konnte erst 1971 in einer verwässerten und mit einer zusätzlichen Gegenwartshandlung versehenen Fassung namens Karriere aufgeführt werden; eine Kopie einer früheren Schnittfassung konnte von Carows Ehefrau, der Filmeditorin Evelyn Carow, gerettet werden und erlebte im Dezember 1987 ihre Uraufführung.
In den 1970er Jahren drehte Carow mehrere erfolgreiche Gegenwartsfilme, darunter Die Legende von Paul und Paula (1973), der in der DDR Kultstatus erreichte, und Ikarus (1975) über das Leben eines Scheidungskindes, den Carow selbst als seinen besten Film bezeichnete. Nach Bis daß der Tod euch scheidet (1978) arbeitete er an mehreren Projekten, die nicht realisiert werden konnten. Darunter waren eine bereits seit 1964 geplante Verfilmung von Grimmelshausens Simplicius Simplicissimus nach einem Szenarium von Franz Fühmann, die der DEFA-Leitung zu teuer war, und die in Zusammenarbeit mit den Dramaturgen Erika und Rolf Richter und der Band Pankow geschriebene Rockoper Paule Panke, bei der unter anderem ein unsympathisch gezeichneter DDR-Staatssekretär und eine schwule Nebenfigur störten. Erst 1986 konnte er mit So viele Träume wieder einen Film fertigstellen. Er entstand, ebenso wie seine zwei letzten DEFA-Projekte Coming Out (1989) und Die Verfehlung (1991), in Zusammenarbeit mit Erika Richter und dem Szenaristen Wolfram Witt.
Carow wurde 1978 Mitglied der Akademie der Künste der DDR, deren Vizepräsident er 1982 bis 1991 war, und 1984 Mitglied der West-Berliner Akademie der Künste. Nach 1991 arbeitete er überwiegend für das Fernsehen. 1996 wurde er Direktor der Abteilung Film und Medienkunst der Akademie der Künste Berlin-Brandenburg.

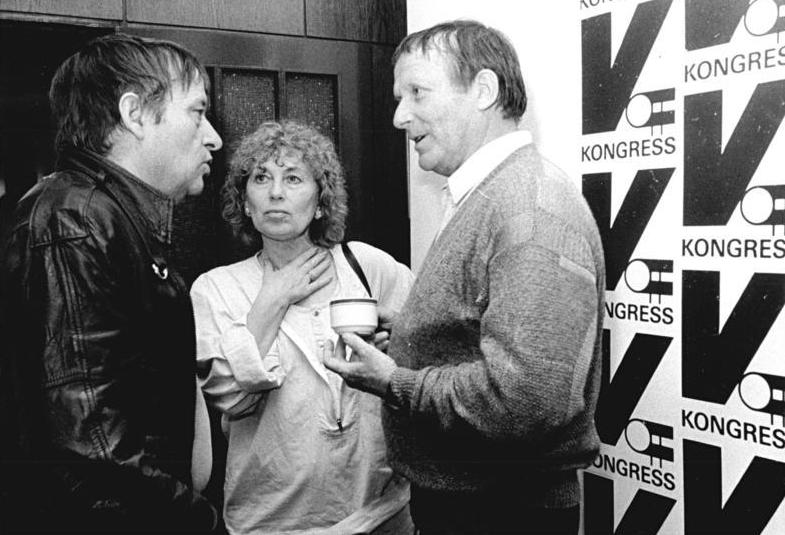
Heiner Carow (links), 1988; Christiane Mückenberger, Wolfgang Kohlhaase

Carow wurde 1959 und 1967 mit dem Heinrich-Greif-Preis, 1980 mit dem Nationalpreis, 1988 für Die Russen kommen mit dem Regiepreis beim 5. Nationalen Spielfilmfestival der DDR, 1989 mit dem Deutschen Kritikerpreis und 1990 für den Film Coming Out mit dem Silbernen Bären auf der Berlinale 1990, dem Konrad-Wolf-Preis der Akademie der Künste und erneut mit dem Regiepreis auf dem Nationalen Spielfilmfestival der DDR 1990 ausgezeichnet.
Carow wirkte 1992 als Darsteller in Rosa von Praunheims Film Ich bin meine eigene Frau mit.
Heiner Carow war seit 1954 mit Evelyn Carow verheiratet. Aus der Ehe entstammen zwei Kinder.
Sein schriftlicher Nachlass befindet sich im Archiv der Akademie der Künste in Berlin.
Heiner Carow starb mit 67 Jahren und fand seine Ruhestätte auf dem Goethefriedhof im größten Potsdamer Stadtteil Babelsberg.
Im Dezember 2020 wurde eine neue Straße in Berlin-Rummelsburg nach Heiner Carow benannt. Sie liegt im Bereich des schon länger existierenden Paul-und-Paula-Ufer, das auf den Drehort Bezug nimmt. Am 20. September 2021 wurden provisorische Straßenschilder zu sieben Straßen enthüllt, die in einem Neubaugebiet auf den Film anspielen.

## Heiner-Carow-Preis
Nach Heiner Carow ist der Heiner-Carow-Preis benannt, der seit 2013 im Rahmen der Berlinale von der DEFA-Stiftung vergeben wird. Nachdem die Auszeichnung zunächst an einen Spiel- oder Dokumentarfilm aus der Sektion Panorama verliehen wurde, wird der Preis seit 2019 in der Sektion Perspektive Deutsches Kino ausgelobt.

## Filmografie
- 1952: Bauern erfüllen den Plan (Dokumentarkurzfilm)
- 1953: Ein Schritt weiter (Dokumentarkurzfilm)
- 1954: Dorf im Herbst (Dokumentarkurzfilm)
- 1954: Die Wette gilt (Dokumentarkurzfilm)
- 1955: Stadt an der Küste (Dokumentarkurzfilm)
- 1955: Martins Tagebuch (Dokumentarkurzfilm)
- 1957: Sheriff Teddy
- 1959: Sie nannten ihn Amigo
- 1960: Das Leben beginnt
- 1961: Mongolia (Dokumentarfilm)
- 1964: Die Hochzeit von Länneken
- 1965: Jeder hat seine Geschichte (Fernsehfilm)
- 1966: Die Reise nach Sundevit
- 1968/87: Die Russen kommen
- 1971: Karriere
- 1973: Die Legende von Paul und Paula
- 1975: Ikarus
- 1979: Addio, piccola mia (Darsteller)
- 1979: Bis daß der Tod euch scheidet
- 1981: Pugowitza (nur Drehbuch)
- 1986: So viele Träume
- 1989: Coming Out
- 1991: Die Verfehlung
- 1992: Begräbnis einer Gräfin (Fernsehfilm)
- 1992: Vater Mutter Mörderkind (TV)
- 1996: Fähre in den Tod (TV)

## Theater
- 1969: Rainer Kerndl: Ich bin einem Mädchen begegnet – Regie (Volkstheater Rostock)